# Alpy Salzburskie
Alpy Salzburskie (niem. Salzburger Kalkalpen albo Salzburger Alpen) – grupa górska, część Północnych Alp Wapiennych w Austrii i Niemczech. Najwyższym jej masywem jest Dachstein ze swoją kulminacją – Hoher Dachstein (2995 m n.p.m.).
Zbudowana jest głównie z dolomitów i wapieni. Są tu charakterystyczne rozległe, silnie skrasowiałe wierzchowiny i przepaściste stoki. Część grupy zajmuje płaskowyż Steinernes Meer, który należy do Alp Berchtesgadeńskich. Jego najwyższy punkt to Selbhorn, który osiąga 2653 m n.p.m.

## Topografia
Encyklopedia PWN sytuuje Alpy Salzburskie w Północnych Alpach Wapiennych między przełęczą Pyhrnpass na wschodzie a przełomem rzeki Großache (Tiroler Ache, Kössener Ache) na zachodzie.

### Partizione delle Alpi
| Alpi Salisburghesi (22) na mapie Alp z podziałem Partizione delle Alpi | Tradycyjny francusko-włoski podział Alp, Partizione delle Alpi, z 1924 (wprowadzony 1926) umieścił Alpy Salzburskie, jako Alpi Salisburghesi (nr 22), między dolnym biegiem rzeki Ziller i Innem na zachodzie a rzekami Traun (dopływem Dunaju) i Salzabach (dopływem Anizy) na wschodzie, oraz między górnym biegiem Salzach (do St. Johann im Pongau) i górnym biegiem Anizy (do ujścia Salzabach) na południu a przedgórzem alpejskim (niem. Alpenvorland) na północy. |

W porównaniu z zasięgiem podawanym przez PWN podział ten rozszerza obszar Alp Salzburskich na zachód, obejmując Kaisergebirge i Alpy Kitzbühelskie; na wschodzie zaś nie włącza do nich Totes Gebirge i masywu Grimming.

### SOIUSA
| Alpi Settentrionali Salisburghesi (24) są grupą (sezione) jednostki dominującej (grande settore) Alpi Nord-orientali | Włoski podział Alp, SOIUSA, podaje nazwę grupy (sezione) Alpi Settentrionali Salisburghesi (Salzburger Nordalpen; kod SOIUSA = II/B-24; w nieoficjalnym tłumaczeniu: Alpy Północne Salzburskie), które są częścią (grande settore) Alpi Nord-orientali (kod SOIUSA = II/B). Najwyższym szczytem grupy w tej klasyfikacji jest Hochkönig (2941 m n.p.m.). |

Alpy Salzburskie, jako Alpi Settentrionali Salisburghesi, swym zasięgiem obejmują najmniejszy obszar w zestawieniu z ich granicami w wersjach według Portalu Wiedzy PWN i Partizione delle Alpi. Pasmo w klasyfikacji SOIUSA nie obejmuje Dachsteinu, Totes Gebirge i Salzkammergut-Berge na wschodzie oraz Alp Kitzbühelskich i Kaisergebirge na zachodzie.

### Podgrupy Alp Salzburskich
| Nazwa | Mapa                                            | Państwo        | Najwyższy szczyt   | Wysokość (m n.p.m.) | Zdjęcie                                                                          | W granicach Alp Salzburskich według: | W granicach Alp Salzburskich według: | W granicach Alp Salzburskich według: |
| Nazwa | Mapa                                            | Państwo        | Najwyższy szczyt   | Wysokość (m n.p.m.) | Zdjęcie                                                                          | Encyklopedii PWN                     | Partizione delle Alpi                | SOIUSA                               |
| --- | ----------------------------------------------- | -------------- | ------------------ | ------------------- | -------------------------------------------------------------------------------- | ------------------------------------ | ------------------------------------ | ------------------------------------ |
| Dachstein | Położenie Dachsteinu na mapie Alp               | Austria        | Hoher Dachstein    | 2995                | Północne stoki Hoher Dachsteinu (2995 m n.p.m.) z lodowcem Hallstätter Gletscher | tak                                  | tak                                  | nie                                  |
| Hochkönig (Hochkönigstock) |                                                 | Austria        | Hochkönig          | 2941                | Hochkönig (2941 m n.p.m.)                                                        | tak                                  | tak                                  | tak                                  |
| Totes Gebirge | Położenie Totes Gebirge na mapie Alp            | Austria        | Großer Priel       | 2515                | Großer Priel (2515 m n.p.m.)                                                     | tak                                  | nie                                  | nie                                  |
| Tennengebirge | Położenie Tennengebirge na mapie Alp            | Austria        | Raucheck           | 2430                | Tennengebirge, po środku Raucheck (2430 m n.p.m.)                                | tak                                  | tak                                  | tak                                  |
| Salzkammergut-Berge |                                                 | Austria        | Gamsfeld           | 2027                | Gamsfeld (2027 m n.p.m.))                                                        | tak                                  | tak                                  | nie                                  |
| Alpy Berchtesgadeńskie |                                                 | Niemcy Austria | Hochkönig          | 2941                | Hochkönig (2941 m n.p.m.)                                                        | tak                                  | tak                                  | tak                                  |
| Steinernes Meer |                                                 | Niemcy Austria | Selbhorn           | 2655                | Selbhorn (2655 m n.p.m.)                                                         | tak                                  | tak                                  | tak                                  |
| Hagengebirge |                                                 | Niemcy Austria | Großes Teufelshorn | 2362                | Teufelshörner (2362 m n.p.m.)                                                    | tak                                  | tak                                  | tak                                  |
| Höllengebirge |                                                 | Austria        | Großer Höllkogel   | 1862                | Großer Höllkogel (1862 m n.p.m.)                                                 | tak                                  | tak                                  | nie                                  |
| Loferer Steinberge |                                                 | Austria        | Großes Ochsenhorn  | 2511                | Großes Ochsenhorn (2511 m n.p.m.)                                                | tak                                  | tak                                  | tak                                  |
| Leoganger Steinberge |                                                 | Austria        | Birnhorn           | 2634                | Birnhorn (2634 m n.p.m.)                                                         | tak                                  | tak                                  | tak                                  |
| Kaisergebirge |                                                 | Austria        | Ellmauer Halt      | 2344                | Ellmauer Halt (2344 m n.p.m.)                                                    | nie                                  | tak                                  | nie                                  |
| Alpy Kitzbühelskie |                                                 | Austria        | Kreuzjoch          | 2558                | Kreuzjoch (2558 m n.p.m.)                                                        | nie                                  | tak                                  | nie                                  |
| Salzburger Schieferalpen | Położenie Salzburger Schieferalpen na mapie Alp | Austria        | Hundstein          | 2117                | Hundstein (2117 m n.p.m.)                                                        | ?                                    | tak                                  | tak                                  |
| Chiemgauer Alpen |                                                 | Niemcy Austria | Sonntagshorn       | 1961                | Sonntagshorn (1961 m n.p.m.)                                                     | częściowo                            | tak                                  | nie                                  |
| |                                                 |                |                    |                     |                                                                                  |                                      |                                      |                                      |
| 1. 2. 3. 4. 5. |                                                 |                |                    |                     |                                                                                  |                                      |                                      |                                      |
| Uwaga! Grupy górskie w tabeli nie wyznaczają jednoznacznie podziału Alp Salzburskich na odrębne, wykluczające się części tego pasma. Przykładowo Höllengebirge są zaliczane do Salzkammergut-Berge, a Hochkönigstock, Hagengebirge i Steinernes Meer to masywy w granicach Alp Berchtesgadeńskich (np. według podziału Alp Wschodnich Alpenverein, 1984 lub portalu SummitPost.org.). |                                                 |                |                    |                     |                                                                                  |                                      |                                      |                                      |